# 国碁電子
国碁電子（こくごでんし、繁体字中国語: 國碁電子、英語: Ambit Microsystems）は、かつて存在した台湾の電気機器メーカーである。1991年に設立。エイサーの子会社だったが、2003年11月、フォックスコン・グループに買収された。2015年12月、亜太電信に吸収合併された。

## 概要
ADSLのモデムのメーカーである同社は、ヤフーBB向けのモデムや、ASICなども手がけている。

## 沿革
- 1991年 - 設立。
- 2003年 - フォックスコンが買収。
- 2015年12月 - 亜太電信に吸収合併された。